# Ula (chi ruồi)
Ula là chi ruồi trong họ Pediciidae.

## Loài
- Phân chi Metaula Alexander, 1950

- Ula hians Alexander, 1965
- Ula splendissima Alexander, 1950

- Phân chi Ula Haliday, 1833

- Ula auritarsis Alexander, 1932
- Ula bidens Alexander, 1950
- Ula bifilata Edwards, 1933
- Ula bolitophila Loew, 1869
- Ula cincta Alexander, 1924
- Ula comes Alexander, 1935
- Ula elegans Osten Sacken, 1869
- Ula flavidibasis Alexander, 1930
- Ula fulva Alexander, 1950
- Ula fungicola Nobuchi, 1954
- Ula fuscistigma Alexander, 1929
- Ula javanica Alexander, 1915
- Ula kiushiuensis Alexander, 1933
- Ula longicellata Ishida, 1954
- Ula malaisei Alexander, 1965
- Ula mindanica Alexander, 1931
- Ula mixta Stary, 1983
- Ula mollissima Haliday, 1833
- Ula parabidens Alexander, 1968
- Ula provecta Alexander, 1936
- Ula shiitakea Nobuchi, 1954
- Ula subbidens Alexander, 1958
- Ula succincta Alexander, 1933
- Ula superelegans Alexander, 1929
- Ula sylvatica (Meigen, 1818)
- Ula unidens Alexander, 1968